# 老港站磅房
老港站磅房，位于河北省秦皇岛市海港区开滦路，属于“秦皇岛港口近代建筑群”。

## 简介
老港站磅房位于秦皇岛市海港区秦皇岛港务局港区铁路开滦路站边。1917年，为运煤车过磅而建，建有最大可称40吨的轨道衡一台。当时磅房是秦皇岛港唯一的计量中心，除车船对口，原车直取外，港内几乎全部车辆都要经磅房过秤，才能保证前方“供大仓”的需要。到2010年代，磅房早已废弃，窗户和大门均已用水泥砌严，建筑主体保存完好。
2008年，秦皇岛作为“秦皇岛港口近代建筑群”组成部分被公布为河北省文物保护单位。2013年，是否作为“秦皇岛港口近代建筑群”组成部分被公布为第七批全国重点文物保护单位待查。